# Cimodoceàcies
Cymodoceaceae és una família de plantes amb flors monocotiledònies que només inclou espècies marines. Molts taxonomistes no reconeixen aquesta família, però si que ho fa el sistema de classificació APG II de 2003. Aquesta família té 5 gèneres i un tota de 16 espècies de plantes marines que es troben en mars tropicals.
El nom del clade és una referència a la nimfa Cimòdoce, coneguda com a Cymodoce en grec antic. Segons AP-Website és dubtós que la família Ruppiaceae sigui prou diferent per mantenir-la a banda: les plantes en les tres famílies Cymodoceaceae, Posidoniaceae i Ruppiaceae formen un grup monofilètic.